# Alexander Wilde
Alexander Johan Sophus Just Wilde (født 4. oktober 1855 på Lindegaarden, Skibby Sogn, død 27. maj 1929 i København) var en dansk jurist, embedsmand og kunstmaler.
Alexander Wilde, der var søn af søofficer Alexander Wilde, blev efter studentereksamen i 1873 cand.jur. fra Københavns Universitet i 1880. Efter ansættelse i Finansministeriet var han fra 1892 til 1897 amtsforvalter på Møn, derefter ditto i Randers Amt frem til 1924.
Ved siden af sit virke som embedsmand var han kunstmaler. Hans fremtræden på kunstscenen var overraskende og pludselig. Han blev valgt til at repræsentere den yngste danske kunst ved Den Nordiske Industri-, Landbrugs- og Kunstudstilling i 1888 og blev af Karl Madsen også udvalgt til at deltage på Raadhusudstillingen i 1901. Han var i sine unge år nær ven med L.A. Ring, der portrætterede ham på Aften i Dagligstuen fra 1888. Wilde viste sans for at arbejde med lys og koloristiske skyggevirkninger, særligt i sine pasteller, mens hans oliemalerier ikke har samme friske stil.
Hans værker var blandt andet udstillet på Charlottenborg Forårsudstilling 1887, 1890-1896, 1903-1906, 1908 og 1910 og hos Kunstforeningen i 1912. Flere af hans værker indgår desuden i Statens Museum for Kunsts samling, mens Randers Kunstmuseum har flere af hans pasteller.
Han var gift med Johanne Wilde, født Købke (1860 – 1942), som L.A. Ring gennem flere år var hemmeligt forelsket i.
Alexander Wilde blev stedt til hvile på Assistens Kirkegård i København.